# Den glemsomme Professor
Den glemsomme Professor er en dansk stumfilm fra 1917, der er instrueret af Lau Lauritzen Sr. efter manuskript af Valdemar Hansen og Kai Allen.

## Handling
Denne artikel mangler et handlingsreferat. Hjælp os med at skrive det.